# Vaize
Vaize (ou Vasius, parfois Vaise ou Vasion) est un martyr de l'Église catholique, né vers 465 aux alentours de Saintes, et mort probablement vers 490 dans la même région.
Peu de choses sont connues à son sujet : les archives départementales des Deux-Sèvres et la bibliothèque de Saintes, où étaient archivés les documents attestant de la vie de Vaize, ont été détruites par des incendies (respectivement en 1805 et en 1871). Les seuls écrits subsistant à l'heure actuelle ont tous un caractère religieux ; la véracité de leur contenu est discutable (certains de ces écrits relèveraient même davantage de la légende).
Vasius aurait été un riche propriétaire, à qui sa famille aurait transmis une part importante de sa fortune. On raconte qu'il aurait libéré les esclaves placés sous ses ordres, et qu'il leur aurait distribué une partie de ses richesses. Ce geste de générosité n'aurait pas plu à l'un de ses héritiers, qui l'aurait décapité.
Une chapelle et un monastère ont été construits au VIe siècle près du lieu où le corps de Vaize a été enterré ; il subsiste aujourd'hui quelques ruines de cette chapelle, dans la commune de Saint-Vaize qui porte son nom.